# Такелаж

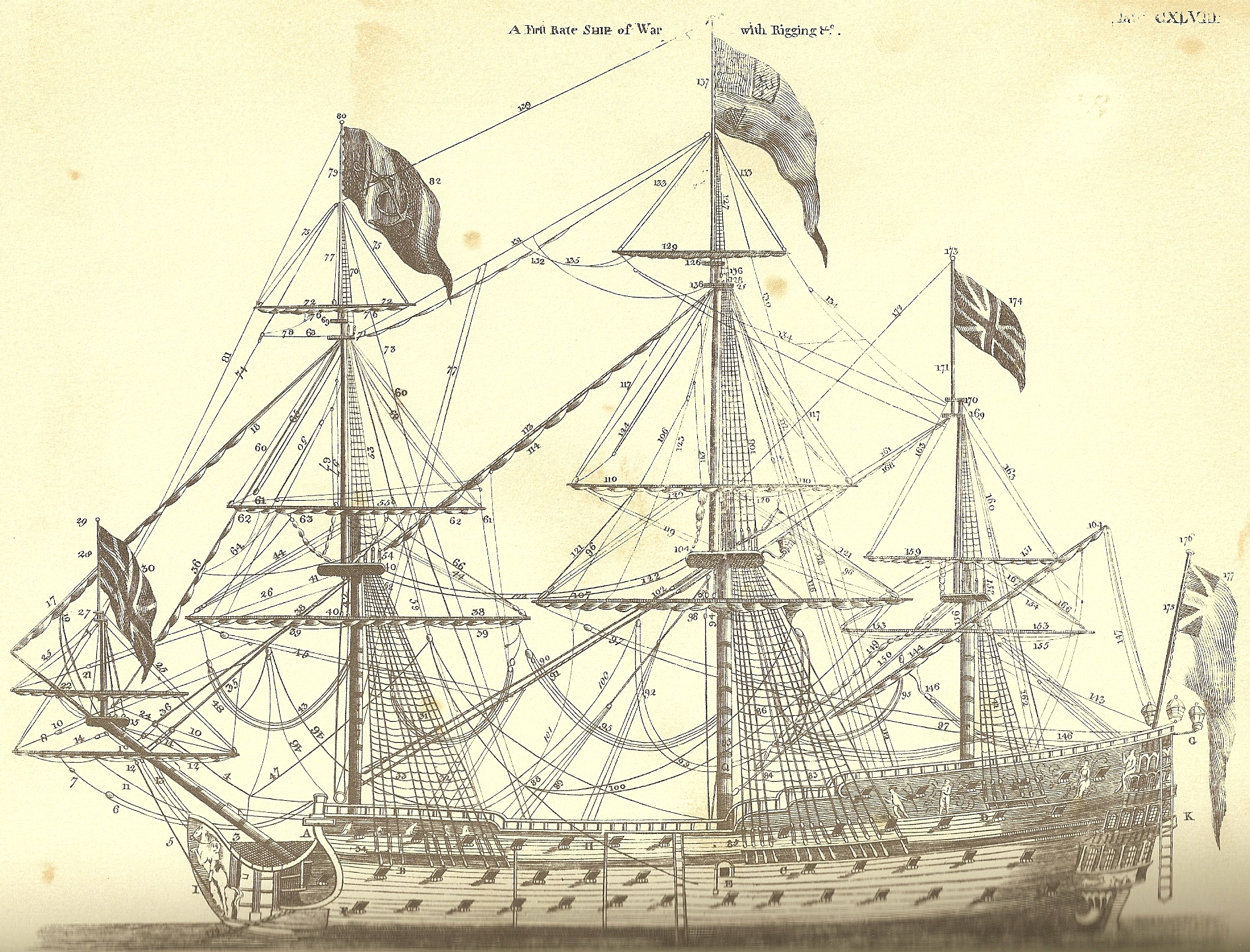
Корабль 1 ранга, схема такелажа, 1771 год

Такела́ж (такала́ж) (от нидерл. takelage, от takel — «оснастка») — обобщенное название всех снастей на судне или вооружение отдельной мачты или рангоутного дерева, употребляемое для крепления рангоута и управления им и парусами. Такелаж разделяют на стоячий и бегучий. Стоячий такелаж служит для удержания рангоутных частей в надлежащем положении, бегучий — для постановки, уборки парусов, управления ими, изменения направления отдельных частей рангоута.
Для стоячего такелажа на больших судах используют, преимущественно, стальной или железный тросы, снаружи — оцинкованный, как наиболее прочный и долго служащий; на малых судах иногда используют также смолёные пеньковые или синтетические тросы. В некоторых частях стоячего такелажа используют цепи (например, цепной борг, на котором висит нижний рей) с короткими звеньями без распорок для большей их гибкости.
Для бегучего такелажа используют гибкие стальные, пеньковые, синтетические тросы.
«Такелажными работами» называют работы по отделке такелажа, постановке частей рангоута на место, оснащение его и, кроме того, все работы с тросом, например, приготовление матов, грузовых сетей и тому подобного для судов.